# Evangelische Kirche Primož Trubar (Ljubljana)

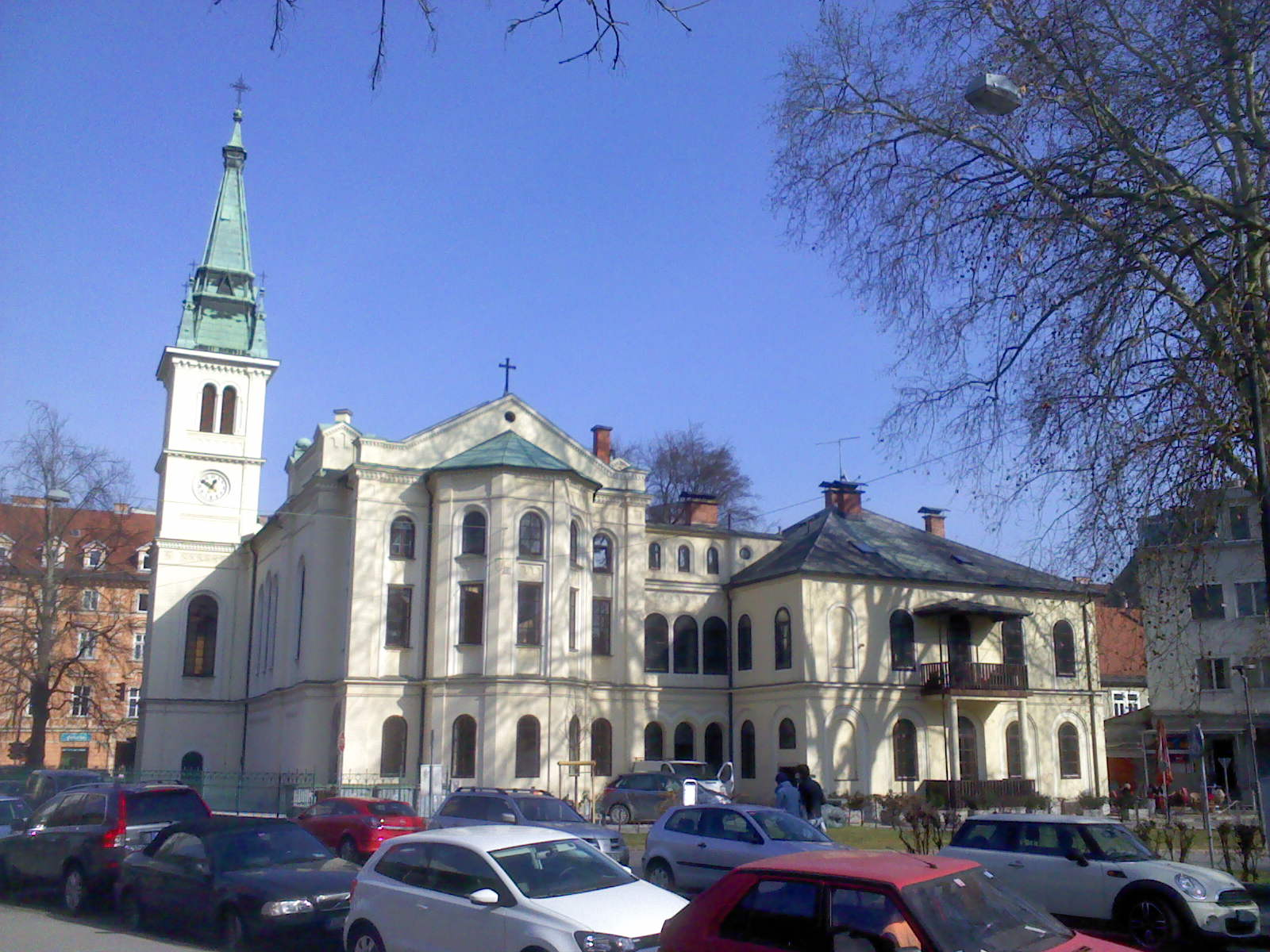
Primus-Truber-Kirche, Ansicht vom Park der Reformation

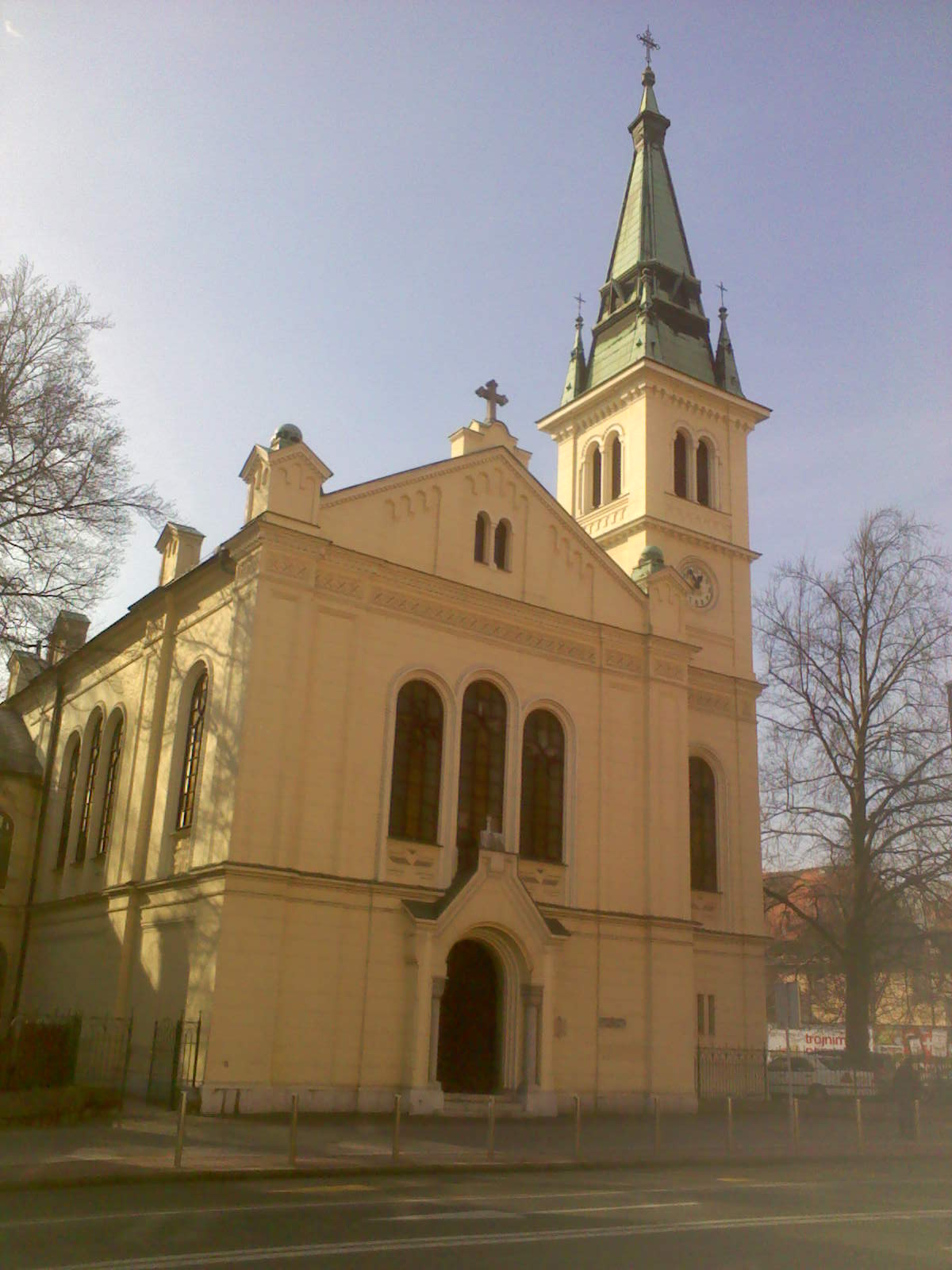
Primus-Truber-Kirche, Ansicht von der Straße Gosposvetska ulica

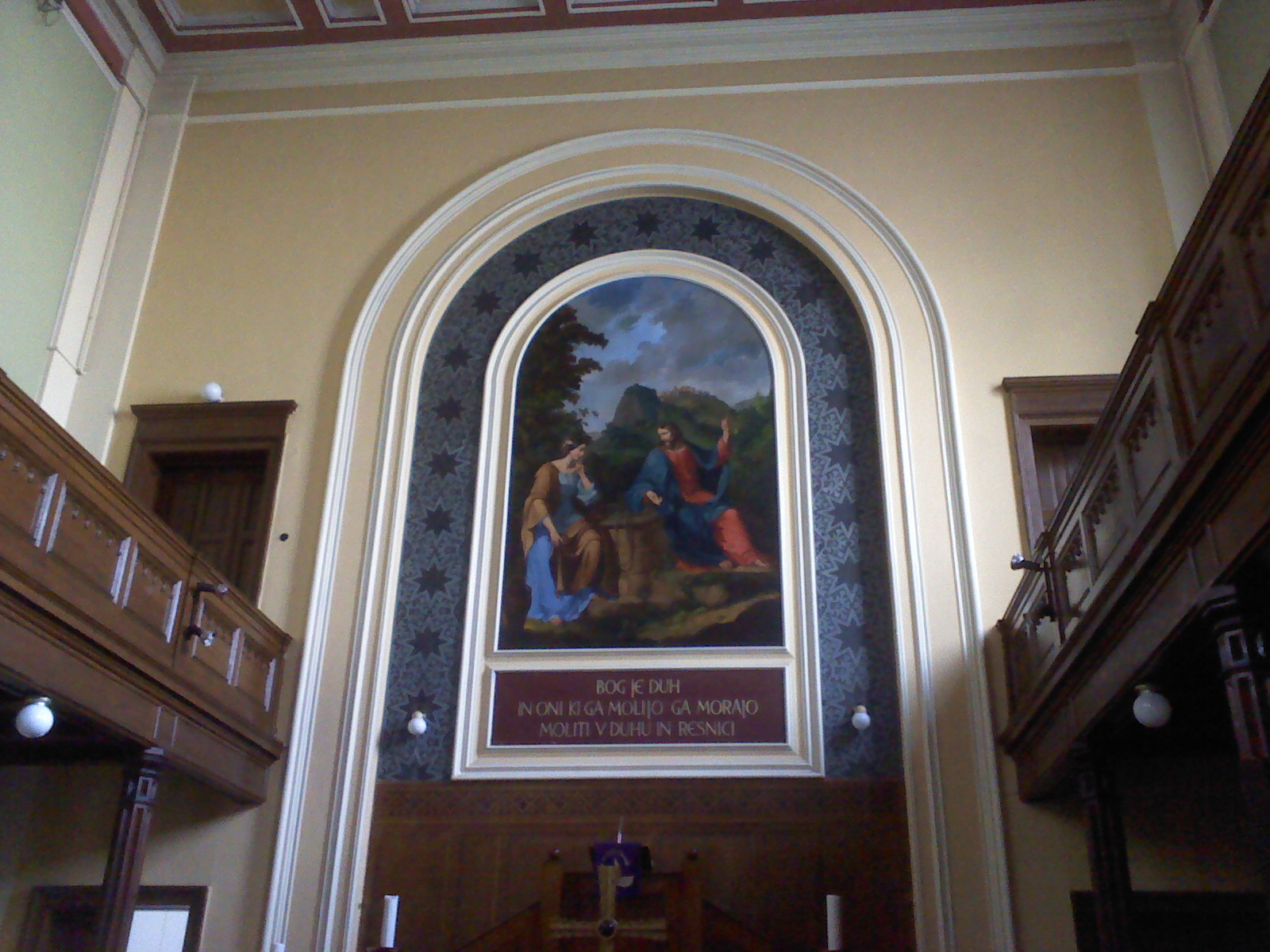
Innenansicht mit Kanzel und Altarbild

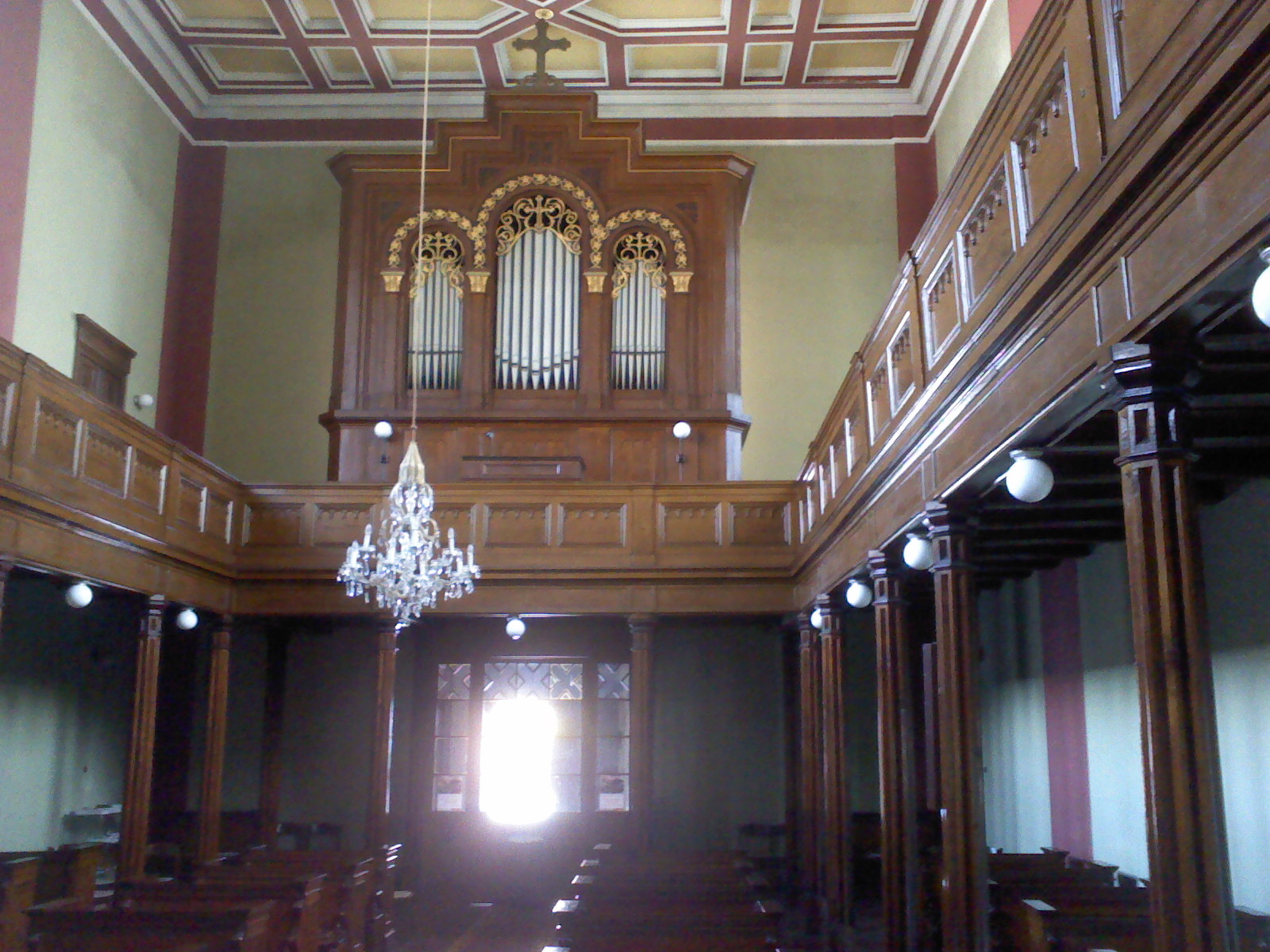
Orgel

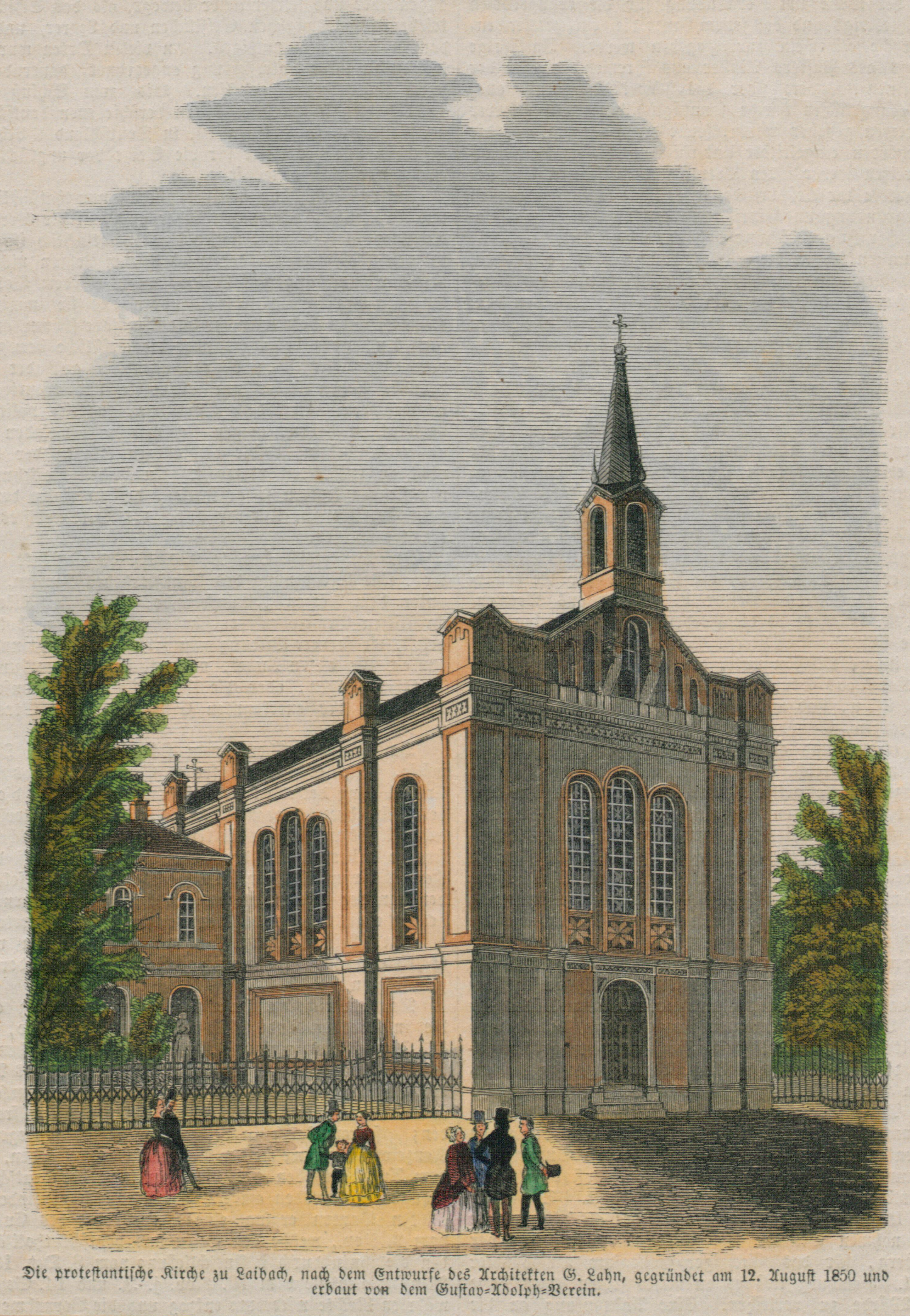
Christuskirche zu Laibach, 1852

Die Evangelische Kirche Primož Trubar bzw. Evangelische Primus-Truber-Kirche, slowenisch Evangeličanska cerkev Primoža Trubarja, früher Christuskirche (Kristusova cerkev), ist das einzige Gotteshaus der Evangelischen Kirche Augsburgischen Bekenntnisses in Ljubljana. Sie wurde 1851 fertiggestellt und im Januar 1852 geweiht. Die Kirche liegt an der Gosposvetska cesta im Stadtteil Ajdovščina des Laibacher Stadtbezirks Center. Hinter dem Gebäude liegt der Park der Slowenischen Reformation.

## Architektur und Innenausstattung
Die Kirche hat die Form einer Basilika mit rechteckigem Grundriss, erbaut im neuromanischen Stil. Seitlich am Kirchenschiff steht der Glockenturm mit drei Glocken auf quadratischem Grundriss.
Im Inneren gibt es hinter der hölzernen, mittig stehenden Kanzel, auf die beiderseits zwei Treppen führen, ein Ölgemälde des Malers Pavel Künl von 1852, das Jesus mit der Samariterin am Jakobsbrunnen darstellt. Die Orgel von France Goršič aus dem Jahre 1888 verfügt über 12 Register und 2 Manuale.

## Geschichte der Kirchengemeinde und der Kirche
Die evangelische Kirche in Laibach hatte ihre Anfänge mit den Reformatoren, darunter Primož Trubar, dessen slowenische Übersetzung des Katechismus 1550 herauskam, und Georg Dalmatin, dessen slowenische Bibelübersetzung 1584 folgte. Der Protestantismus, der in Krain besonders beim Adel und Bürgertum vorherrschte, wurde mit der Gegenreformation unterdrückt, so dass keine evangelischen Gemeinden mehr bestehen konnten. Erst das Toleranzpatent 1781 unter Joseph II. sah Glaubensfreiheit vor, jedoch gab es in Laibach im 18. Jahrhundert keine Protestanten mehr.
Anfang des 19. Jahrhunderts zogen einige Protestanten nach Laibach, meist Kaufleute aus dem deutschsprachigen Raum sowie einige Soldaten und Offiziere. Erste Gottesdienste in Privatwohnungen gab es 1818 mit dem Villacher Pfarrer L. E. Blume. Die Laibacher Behörden unterbanden Bestrebungen der Protestanten, regelmäßige öffentliche Gottesdienste durchzuführen. Bei der Beerdigung des Schweizer Kaffeehausbesitzers A. Capretz war der Pfarrer Wolf zugegen, doch wurde ihm die Durchführung des Begräbnisses verwehrt. Kurz darauf leitete Wolf im Saal des Deutschen Ordens (heute Križanke) den ersten öffentlichen evangelischen Gottesdienst in Laibach nach über 200 Jahren. In den folgenden Jahren unterbanden die Behörden jedoch öffentliche Gottesdienste, so dass sich die Protestanten weiterhin privat treffen mussten. Eine wichtige Rolle für die Laibacher Protestanten spielte der aus Thüringen stammende Kaufmann Gustav Heimann (1809–1870), in dessen Privathaus auch evangelische Zusammenkünfte stattfanden.
1848 wurde die Evangelische Kirche A.B. in Österreich als gleichberechtigte Kirche anerkannt und ihr damit das Recht eingeräumt, eigene Kirchen mit Portal und Glockenturm zu bauen. 1849 erwarb Gustav Heimann für die evangelische Kirche ein Grundstück an der Klagenfurter Straße. Die etwa 200 Laibacher Protestanten, die bisher unter die Triester evangelische Kirchengemeinde fielen, erhielten am 8. Oktober 1850 per Dekret das Recht, eine eigene Gemeinde zu gründen. Die Gründung der Evangelischen Kirchengemeinde zu Laibach erfolgte am 27. Oktober 1850 im Virant-Haus am Jakobsplatz. Die Leitung der Gemeinde übernahm Gustav Heimann, und der Architekt Gustav Lahn wurde mit der Planung der Kirche beauftragt. Die Baugenehmigung für die Kirche erfolgte am 10. August 1850. Am 21. April 1851 wurde Ludwig Theodor Elze aus Dessau zum Pfarrer der Gemeinde gewählt und dessen Vetter, der Kirchenmusiker Carl Friedrich Clemens Theodor Elze, als Kantor angestellt. Ende 1851 hatte die Kirchengemeinde bereits 332 Gemeindeglieder. Das Gustav-Adolf-Werk übernahm einen großen Teil der Baukosten.
Die Kirche wurde im September 1851 fertiggestellt. Bei den Aufräumarbeiten stürzte ein Arbeiter vom Baugerüst und verunglückte tödlich. Als erste evangelische Kirche Österreichs verfügte das Gotteshaus über einen kleinen Glockenturm. In einer kleinen Kuppel auf dem Kirchendach wurden einige Dokumente über die Entstehung der Gemeinde verwahrt. 1852 wurde an der Wand hinter der Kanzel ein Ölgemälde des Malers Pavel Künl angebracht, das Jesus mit der Samariterin am Jakobsbrunnen darstellt. Die Gesichtszüge der Frau entsprechen denen einer der Töchter Gustav Heimanns. Am 6. Januar 1852 wurde die Kirche geweiht und erhielt den Namen Christuskirche. Ebenso wurde der Pfarrer Ludwig Theodor Elze an diesem Tag in sein Amt eingeführt. Auf Grund von Überfüllung mussten dabei viele Gottesdienstbesucher draußen in der Kälte stehen.
Am 12. September 1853 wurde in Form einer Erweiterung der Kirche mit dem Bau des Pfarrhauses und der Schule begonnen. Am 22. Mai 1855 wurde die evangelische Schule eröffnet und als erster Lehrer August Mebus aus Angelrode angestellt. Im September 1856 erwarb die Gemeinde ein Grundstück bei Navje für den evangelischen Friedhof, der im April 1857 eröffnet wurde. Pfarrer Elze spielte auch eine wichtige Rolle als Theologe, der Aufsätze über die Geschichte der slowenischen protestantischen Literatur und ihrer Autoren (Trubar, Dalmatin, Bohorič) schrieb, wobei er sich auch mit dem Einfluss der Tübinger Universität auf dieselben beschäftigte. Nach einem Streit mit dem Kurator Gustav Heimann legte er am 19. Februar 1865 sein Amt nieder.
Vom Dezember 1866 bis zu seinem Abgang nach Wien 1880 war der aus Hessen stammende Friedrich Otto Schack Pfarrer der Gemeinde. Ihm folgte der Ungar August Knieszer, der 1892 auf Grund von Unregelmäßigkeiten in der Amtsführung sein Amt abgeben musste. In seiner Amtszeit wurde 1890 die Schule geschlossen. 1888 erhielt die Kirche eine neue Orgel mit 12 Registern und 2 Manualen von France Goršič.
1892 wurde Hans Jaquemar Pfarrer der Gemeinde. Beim Erdbeben von 1895 wurde die Kirche beschädigt. Jaquemar reiste daraufhin durch Deutschland, um Spenden zu sammeln. So konnte die Kirche wiederhergestellt und ausgebaut werden. Hierzu gehörten der Einbau einer Heizung und ein neuer Zaun um die Kirche. Ein neuer, größerer Glockenturm mit drei Glocken an der Seite des Kirchenschiffs wurde 1897 fertiggestellt. Am 31. März 1901 folgte die Eröffnung eines evangelischen Kindergartens. Im selben Jahr wurde in Cilli eine eigene Kirchengemeinde gegründet. 1902 ging Pfarrer Jaquemar nach St. Pölten.
Am 11. Februar 1906 wurde Ottmar Hegemann als Pfarrer eingesetzt. 1907 erhielt der Glockenturm eine Uhr.
Im Ersten Weltkrieg wurden die Glocken 1916 für Kriegszwecke requiriert und Hegemann als Militärkurator an die Front geschickt, wo er im September 1917 umkam. Im September 1918 wurde Erwin Schneider evangelischer Pfarrer in Laibach.
Mit der Gründung des Königreichs der Serben, Kroaten und Slowenen stürzte die evangelische Gemeinde zu Laibach in eine tiefe Krise. Bereits 1918 wurde nach einer Grippeepidemie der Kindergarten geschlossen. 1919 mussten 35 evangelische Familien das Land verlassen, und Pfarrer Schneider wurde nach Zagreb versetzt. Von den Vereinigungen überlebte nur der Laibacher evangelische Frauenverein bis 1945. Anton Chraska leitete 1919 Gottesdienste in slowenischer Sprache, jedoch blieb die vorherrschende Sprache in der Gemeinde auf Grund ihrer Mitgliederstruktur bis 1945 das Deutsche.
Nach dem Zweiten Weltkrieg enteignete die neue sozialistische Obrigkeit die Kirche auf Grund der AVNOJ-Beschlüsse, da sie die Gemeinde als Institution der deutschen Minderheit ansah. Die Kirchenbänke wurden entfernt und in der Kirche eine Tischlerei eingerichtet, in der Theaterkulissen gefertigt wurden. Von der Inneneinrichtung blieben lediglich das Altarbild und die Orgel erhalten. Im Pfarrhaus waren Mieter untergebracht.
In den folgenden Jahrzehnten wuchs die Anzahl der Protestanten in Ljubljana auf Grund von Zuwanderung aus dem teilweise protestantischen Übermurgebiet wieder. 1953 gestatteten die Behörden den Protestanten die Nutzung der weiterhin in Staatsbesitz befindlichen Kirche für Gottesdienste. Diese fanden zunächst unregelmäßig und ab 1976 jeden Sonntag und Feiertag statt. Sie wurden von Pfarrern der Gemeinden des Übermurgebietes geleitet.
1985 wurde der Kaplan Geza Filo als Pfarrer der evangelischen Gemeinde in Ljubljana entsandt. 1988 mietete die Gemeinde ein Büro und einen Gemeindesaal im verstaatlichten Pfarrhaus an. 1989 wurde Geza Filo förmlich als evangelischer Pfarrer in Ljubljana eingesetzt.
Am 11. August 1992 erhielt die evangelische Kirchengemeinde in Ljubljana die Kirche und das Pfarrhaus rückübertragen. Die Kirche und das Pfarrhaus wurden in den folgenden Jahren bis 1997 erneuert. Am 6. Juni 1999 erhielt die Kirche ihren neuen Namen nach Primož Trubar.

## Gemeinde heute
Die Kirchengemeinde weist infolge von Zuwanderung und Eintritten ein leichtes Wachstum auf. Jeden Sonntag und Feiertag findet ab 11 Uhr ein Gottesdienst statt. In unregelmäßigen Abständen gibt es auch Gottesdienste in deutscher und englischer Sprache.